# Ivo Ferriani

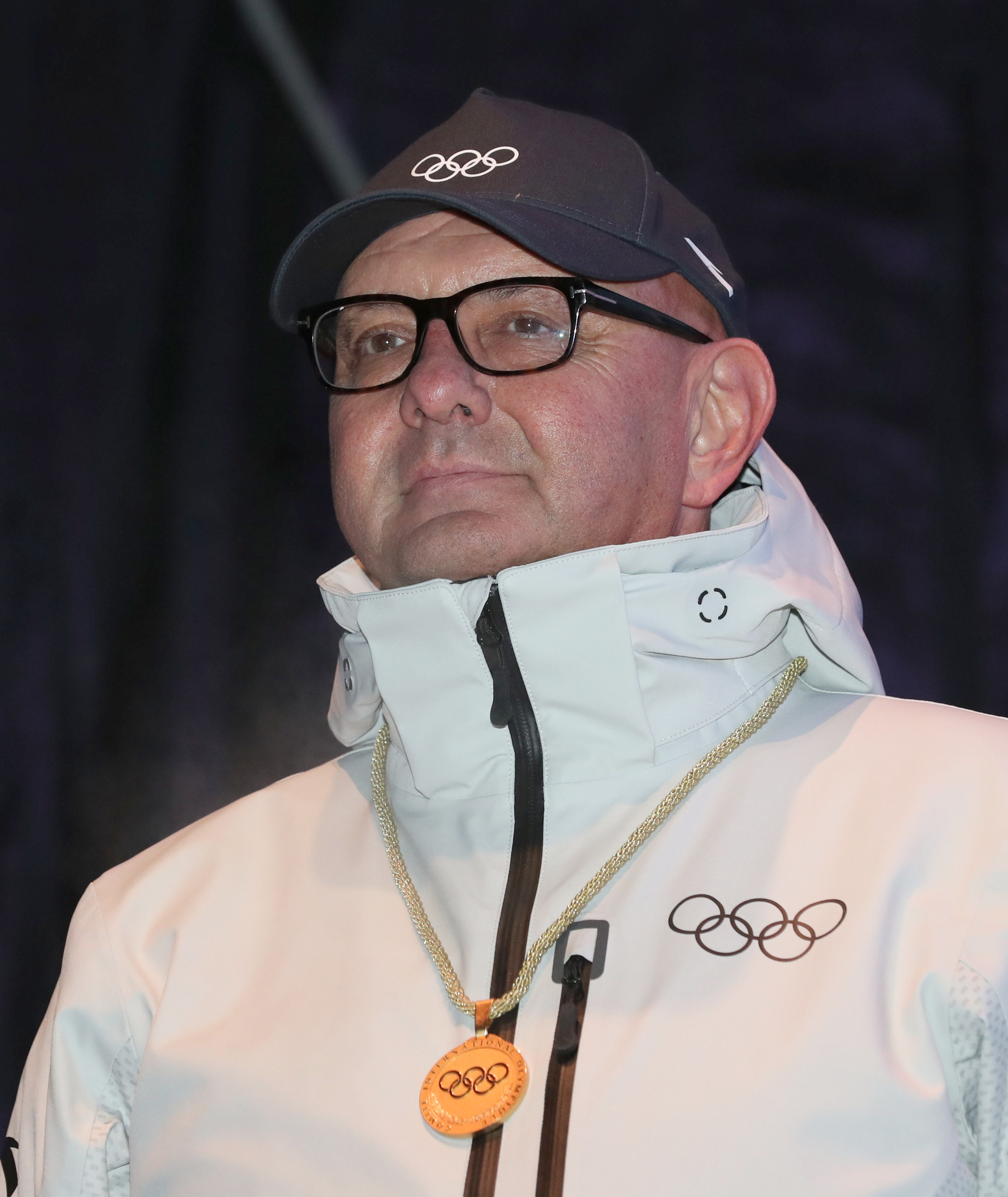
Ferriani in seiner Funktion als Mitglied des Internationalen Olympischen Komitees bei einer Siegerehrung bei den Olympischen Jugend-Winterspielen 2020.

Ivo Ferriani (* 5. März 1960) ist ein ehemaliger italienischer Bobfahrer und jetziger Sportfunktionär.

## Allgemeines
Ivo Ferriani studierte Sportwissenschaften an der Universität Foro Italico in Rom. Er schloss sein Studium mit einem Bachelor of Science ab.

## Karriere als Sportler
Ferriani wandte sich dem Bobsport zu und wurde 1986 Europameister der Junioren im Zweierbob. Im Viererbob wurde er 1987 bei der Europameisterschaft in Cervinia Vierter. 1988 nahm er an den Olympischen Winterspielen in Calgary teil. Mit seinem Partner Stefano Ticci trat er in der Zweierbob-Konkurrenz an. Ferriani und Ticci belegten Platz 19.

## Sportadministration
Nach der Beendigung seiner aktiven Karriere 1990 wurde Ivo Ferriani Trainer der italienischen Bobmannschaft. 1994 wurde er Trainer der französischen Bobmannschaft. Unter seiner Regie gewann der französische Viererbob 1999 die Weltmeisterschaft, der Zweierbob wurde 1995 und 1999 Weltmeister. Hinzu kam eine Bronzemedaille des französischen Viererbobs bei den Olympischen Winterspielen 1998 in Nagano. 1999 wurde Ferriani Trainer der kanadischen Bobmannschaft. Der größte Erfolg hier war ein fünfter Platz im Zweierbob bei den Olympischen Winterspielen 2002 in Salt Lake City. Nach den Spielen kehrte er nach Italien zurück und wurde Technischer Direktor für Bobsport beim italienischen Wintersportverband Federazione Italiana Sport Invernali. Dieses Amt hatte er bis 2009 inne. Während der Olympischen Winterspiele 2006 in Turin war er Wettkampfleiter des Bereichs Bob, Rodel und Skeleton.
2010 übernahm Ivo Ferriani die Präsidentschaft der International Bobsleigh & Skeleton Federation. Er ist Mitglied des italienischen NOKs.

## IOC-Mitgliedschaft
2016 wurde Ivo Ferriani zum IOC-Mitglied gewählt. Er ist Mitglied der Kommission für Nachhaltigkeit und Vermächtnis und der Kommission für die Koordination der 24. Olympischen Winterspiele in Peking 2022.